# بوجيرو
بوجيرو، (بالإنجليزية: Buggerru)‏، هي بلدية، في مقاطعة جنوب سردينيا، في منطقة سردينيا الإيطالية، وتقع على بعد حوالي 70 كيلومترا (43 ميل) شمال غرب كالياري، وحوالي 30 كيلومترا (19 ميل) شمال غرب كاربونيا.

## السكان
في سنة 1861 بلغ عدد السكان 439 نسمة، وتطور العدد ليصل في سنة 2011 لـ 1٬108 نسمة.
يظهر هذا المخطط البياني تطور النمو السكاني لـ بوجيرو